# Никушор Банку
Никушор Силвиу Банку (рум. Nicușor Silviu Bancu Крампоја, 18. септембар 1992) је румунски професионални фудбалер који игра на средини терена у румунском лигашу Универзитатеа и репрезентацију Румуније.

## Играчка каријера

### Клубови
Банку је забележио свој такмичарски деби за ЦС Универзитатеа из Крајове 16. јула 2014, у утакмици где су поражени од Рапида Букурештија резултатом 0–1 у Лига купу. Његов први меч у првој румунској лиги одиграо је девет дана касније у ремију 1-1 код куће са екипом Пандури Таргу Шиу.
Свој први гол за Бело-плаве постигао је 9. септембра те године, у поразу од Универзитатеа Клуж резултатом 2:0. Дана 29. октобра, Банку се повредио од играјући против Виторула из Констанце у утакмици осмине финала руммунског купа, која је завршена резултатом 1–1 после 90 минута. Имао је сломљену тибије и био је ван терена око пола године.
Банку је у наредној сезони уписао 34 наступа у свим такмичењима, пошто је његов тим завршио на осмом месту домаће лиге.
У 2019. је објављено да Лацио жели да доведе капитена Крајове Банкуа. Пратили су његов напредак у протеклих неколико сезона. Бивши капитен Бјанкочелестија, Кристијано Бергоди, упоредио је Банкуа са Сенадом Лулићем. Раније, 2016. године, Университатеа Крајова је одбила понуду ПСВ Ајндховена за Банкуа. И поред схих понуда Банку је остао веран свом клубу.

### Репрезентација
За репрезентацију је дебитовао 8. октобра 2017. године у мечу квалификација за Светско првенство против Данске. Свој први репрезентативни гол постигао је на утакмици квалификација за Светско првенство против Лихтенштајна 14. новембра 2021. године.
Ажурирано до утакмице одигране 7. јуна 2024
| Репрезентација | Година | Ута. | Голови |
| -------------- | ------ | ---- | ------ |
| Румунија       |        |      |        |
| 2017           | 1      | 0    |        |
| 2018           | 6      | 0    |        |
| 2019           | 6      | 0    |        |
| 2020           | 4      | 0    |        |
| 2021           | 5      | 1    |        |
| 2022           | 6      | 1    |        |
| 2023           | 6      | 0    |        |
| 2024           | 2      | 0    |        |
| Укупно         | Укупно | 36   | 2      |

Ажурирано 11. јун 2022.
Скор и резултати наводе први зброј голова Словеније, колона са скором показује резултат након сваког Банкуовог гола..
| Бр. | Датум              | Стадион                                   | Ута | Противник   | Скор | Резултат | Такмичење                 |
| --- | ------------------ | ----------------------------------------- | --- | ----------- | ---- | -------- | ------------------------- |
| 1   | 14. новембар 2021. | Стадион Рајнпарк, Вадуз, Лихтенштајн      | 22  | Лихтенштајн | 2–0  | 2–0      | Квалификације за СП 2022. |
| 2   | 11. јун 2022.      | Стадион Рапид Гилешти, Букурешт, Румунија | 25  | Финска      | 1–0  | 1–0      | Лига нација 2022/23.      |

## Успеси

### Играчки
Универзитатеа Крајова
- Куп Румуније у фудбалу: победник 2017–18, 2020–21.
- Суперкуп Румуније у фудбалу: победник 2021.

Индивидуално
- Прва лига Румуније у фудбалу Идеални тим сезоне: 2020–21.[10] 2021–22.[11]